# Tachosa albicans
Tachosa albicans är en fjärilsart som beskrevs av Emilio Berio 1954. Tachosa albicans ingår i släktet Tachosa och familjen nattflyn. Inga underarter finns listade i Catalogue of Life.